# The Ocean Cleanup
The Ocean Cleanup est une organisation non gouvernementale d'ingénierie environnementale basée aux Pays-Bas, qui développe des technologies destinées à extraire la pollution plastique des océans et des rivières. Leur attention initiale s'est portée sur l'océan Pacifique et son vortex de déchets, puis s'est étendue aux rivières de pays comme l'Indonésie, le Guatemala et les États-Unis,.
Après quelques années de tests divers, ils ont déployé leur premier prototype grandeur nature. Il a rencontré des difficultés au bout de deux mois et a été remorqué à Hawaï pour inspection et réparation. En juin 2019, leur deuxième prototype de système a été déployé.
L'organisation mène des recherches scientifiques sur la pollution plastique océanique. Il a été fondé en 2013 par Boyan Slat, un ingénieur néerlandais, qui en est le PDG. Il a mené deux expéditions dans le Gyre subtropical du Pacifique nord et publié des articles scientifiques. L'approche de nettoyage utilise des barrières dans les gyres océaniques pour ramasser les débris marins lorsque la barrière est poussée par le vent et le courant.
Le projet consiste à lancer au moins 10 dispositifs longs de plus de 2 kilomètres qui, selon ses promoteurs, pourrait extraire au moins 50% des débris plastiques du  Vortex de déchets du Pacifique nord dès les cinq premières années ,.
Le Système fluvial est composé de diverses barrières flottantes ancrées aux rives. The Ocean Cleanup publie également des articles scientifiques ,,, et estime que « 1 % des rivières du monde (environ 1000 rivières) sont responsables de 80 % de la pollution dans les mers du monde ». L'organisation ambitionne de déployer ses systèmes fluviaux dans ces 1000 rivières ,,.

## Conception

Barrière flottante.

Le système utilise des structures flottantes passives localisées dans la gyre océanique, où les débris marins ont tendance à s'accumuler. Ces structures agissent comme une zone de confinement (Boom (containment) (en)). Celle-ci dérive avec le vent, les vagues et les courants océaniques pour capturer les débris marins. Un écran solide sous la masse flottante retient les débris souterrains. Le système ne nécessite aucune énergie externe.

Vue de dessus (A, module de navigation ; B, pod satellite ; C, module caméra).

Le premier déploiement, le System 001, consistait en une barrière de 600 mètres de long avec une jupe de 3 mètres de large qui pend en dessous. Il est fabriqué en Polyéthylène haute densité (PEHD) et se compose de sections de 50 x 12 m réunies. Il était sans pilote et intègre des systèmes de surveillance et de navigation à énergie solaire, y compris GPS, caméras, lanternes et AIS. La barrière et le support d'écran ont été fabriqués en Autriche par un fournisseur autrichien .
En 2019, une chaîne de bouées gonflables a été installée à travers l'ouverture du système, pour augmenter sa vitesse. Cette édition a utilisé des connexions plus simples entre la barrière et la jupe, éliminé les structures de stabilisation et réduit la taille de la barrière des deux tiers.
En novembre 2019, il dévoile un nouveau projet, The Interceptor, destiné à lutter contre la pollution plastique dans les cours d'eau, responsable de 80 % de la pollution plastique mondiale, selon les données avancées. Le projet prend la forme d'une barge autonome de 24 mètres de long, alimentée par des panneaux solaires. Boyan Slat vise à déployer The Interceptor dans les mille rivières les plus polluées du monde d'ici cinq ans.
Fin 2021, un nouveau type d'Interceptor est dévoilé. Il a été conçu pour s'adapter à de plus petites rivières qui ne peuvent accueillir le modèle original.

### Expéditions océaniques
En août 2015, The Ocean Cleanup a mené une « Mega Expedition », au cours de laquelle une flotte d'environ 30 navires, dont le navire océanographique RV Ocean Starr, a traversé le vortex de déchets du Pacifique nord et cartographié une zone de 3,5 millions de kilomètres carrés. L'expédition a collecté des données sur la taille, la concentration et la masse totale du plastique dans le patch.
En septembre et octobre 2016, The Ocean Cleanup a lancé son expédition aérienne, dans laquelle un avion Lockheed C-130 Hercules a effectué une série de relevés aériens du vortex. L'objectif était précisément de quantifier la quantité de gros débris, notamment les filets fantômes dans le vortex. Le projet a publié une application appelée The Ocean Cleanup Survey App, qui permet à d'autres de sonder l'océan à la recherche de plastique et de faire part de leurs observations.